# ベン・グリーン

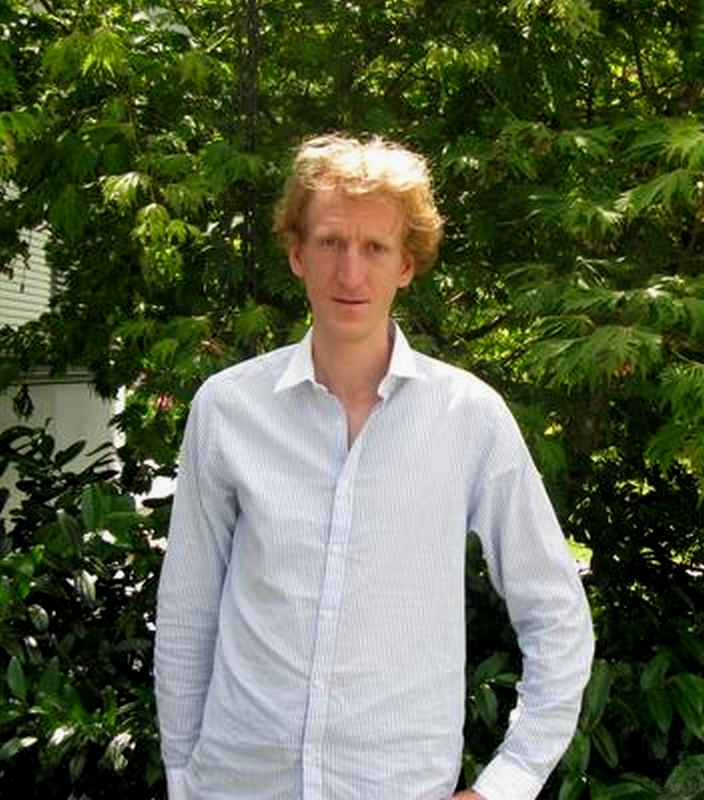
ベン・グリーン

ベン・グリーン （Ben Joseph Green, 1977年2月27日 - ）は、イギリスのブリストル出身の数学者。元ブリストル大学教授(2005年1月 - 2006年9月),元ケンブリッジ大学教授(2006年9月 - 2013年7月,w:Herchel Smith Professor of Pure Mathematics)。現在はオックスフォード大学教授（2013年8月 - , Waynflete Professor of Pure Mathematics）。専門は数論的組合わせ論。
ケンブリッジ大学に学び、ティモシー・ガワーズの指導のもと2003年に博士号を取得。
2004年にはテレンス・タオとの共同研究（素数の集合のなかには任意の長さの等差数列が存在することを証明）を発表して一躍注目を集めた。
またグリーン個人により、自然数に関するキャメロン・エルデシュ予想を解決した。2010年王立協会フェロー選出。

## 幼少期と教育
ベン・グリーンは1977年2月27日にイングランドのブリストルで生まれた。彼はブリストルの地元の学校、ビショップ・ロード小学校およびフェアフィールド・グラマースクールで学び、1994年と1995年に国際数学オリンピックに出場した。 1995年にケンブリッジ大学トリニティ・カレッジに入学し、1998年に数学のBAを修了し、シニア・ラングラーの称号を獲得した。彼はパートIIIに進学し、ティモシー・ガワーズの指導の下、博士論文「算術組合せ論のトピック」（2003年）を提出して博士号を取得した。博士課程在籍中、1年間をプリンストン大学で客員学生として過ごした。彼は2001年から2005年までケンブリッジ大学トリニティ・カレッジのリサーチ・フェローを務め、その後、2005年1月から2006年9月までブリストル大学の数学教授を務め、2006年9月から2013年8月までケンブリッジ大学の初代ハーシェル・スミス純粋数学教授職に就任した。2013年8月1日にはオックスフォード大学のウェインフリート純粋数学教授職に就任した。また、彼はクレイ数学研究所のリサーチ・フェローでもあり、プリンストン大学、ブリティッシュコロンビア大学、マサチューセッツ工科大学などの研究機関で様々な職を務めた。

## 数学
グリーンの研究の大部分は解析的整数論と加法的組合せ論の分野に属していますが、調和解析や群論においても成果を上げています。彼の最も有名な定理は、彼の頻繁な共同研究者であるテレンス・タオと共同で証明したもので、素数の中には任意の長さの等差数列が存在するというものです。これは現在、グリーン＝タオの定理として知られています。
グリーンの加法的組合せ論における初期の成果には、ジャン・ブルガンの結果を改善した和集合における等差数列のサイズに関するものや、カメロン・エルデシュ予想を自然数の和のない集合に対して証明したものがあります。 また、彼は、グラフに対するセメレディ正則補題に類似する、最初の{\displaystyle N}個の自然数上に定義された関数に対する算術的正則補題を証明しました。
2004年から2010年にかけて、グリーンはテレンス・タオやタマー・ツィーグラーと共同で、いわゆる高次フーリエ解析を発展させました。この理論はゴワーズノルムとニル列と呼ばれるオブジェクトを関連付けます。この理論の名前は、古典的なフーリエ解析における指標群の役割に似た役割を果たすニル列から取られています。グリーンとタオは高次フーリエ解析を用いて、特定の整数集合（素数を含む）における連立方程式の解の数を数える新しい方法を提案しました。 これは、古典的なハーディ＝リトルウッド円法を一般化したものです。この理論の多くの側面、特にゴワーズノルムに対する逆定理の定量的側面は、現在も研究が続けられています。
グリーンはまた、エマニュエル・ブルイアールと共同で群論のトピックにも取り組んでいます。特に、テレンス・タオとの共同研究において、彼らは近似群に対する構造定理を証明しました。これは、フライマン＝ルーザの定理を整数の小さな倍加を持つ集合に対して一般化したものです。 グリーンはまた、ケビン・フォードやショーン・エバーハードと共同で対称群の理論に取り組み、特に{\displaystyle k}個の集合を固定する要素の割合に関する研究を行っています。
グリーンとタオはまた、代数的離散幾何学に関する論文を発表しており、シルベスター＝ガライの定理に関連するディラック＝モツキン予想を解決しました。特に、平面上の任意の{\displaystyle n}個の点がすべて一直線上にない場合、{\displaystyle n}が十分に大きければ、平面上には正確に2点を含む直線が少なくとも{\displaystyle n/2}本存在することを証明しました。
ケビン・フォード、ベン・グリーン、セルゲイ・コニャギン、ジェームズ・メイナード、テレンス・タオは、当初は2つの別々の研究グループで、その後合同で、{\displaystyle X}以下の素数の中で連続する2つの素数の間の最大の間隔の下限を改善しました。 ランキンによって本質的に証明された以前の最良の下限形式は、76年間改良されていませんでした。
最近では、グリーンは算術的ラムゼー理論における問題に取り組んでいます。トム・サンダースとの共同研究で、十分に大きな素数位数の有限体が固定された色数で彩色されると、その体には{\displaystyle x,y}という要素が存在し、{\displaystyle x,y,x+y,xy}がすべて同じ色を持つことを証明しました。
グリーンはまた、クルート＝レブ＝パハ＝エレンベルグ＝ヒスワイトによる、組合せ論における多項式法を応用して、線形方程式を解を持たない有限ベクトル空間の部分集合のサイズに制限を設ける新しい方法にも関与しています。彼はこれらの方法を適応させ、関数体においてファーステンベルグ–サルコジの定理の強い版を証明しました。

## 受賞歴
- 2004年 クレイ研究賞
- 2005年 サレム賞
- 2005年 ホワイトヘッド賞
- 2007年 SASTRAラマヌジャン賞
- 2008年 ヨーロッパ数学会賞
- 2014年 シルヴェスター・メダル
- 2019年 シニア・ホワイトヘッド賞